# In Your House 14: Revenge of the 'Taker
In Your House 14: Revenge of the 'Taker foi um pay-per-view (PPV) de wrestling profissional produzido pela World Wrestling Federation (WWF, agora WWE). O evento ocorreu em 20 de abril de 1997, no Rochester Community War Memorial em Rochester, Nova Iorque. Cinco lutas foram exibidas na parte do evento transmitida pelo PPV. Também houve duas lutas não televisionadas (lutas dark) e uma luta no pré-show Free for All. Este foi o décimo quarto evento na cronologia do In Your House.
No evento principal da parte televisionada do show, Stone Cold Steve Austin derrotou Bret Hart por desqualificação, enquanto no evento principal do show ao vivo não televisionado, Hunter Hearst Helmsley derrotou Goldust. O card secundário incluiu The Undertaker defendendo o WWF Championship contra Mankind, Rocky Maivia defendendo o WWF Intercontinental Championship contra Savio Vega, e Owen Hart e The British Bulldog defendendo o WWF Tag Team Championship contra The Legion of Doom (Hawk e Animal).

## Produção

### Conceito
In Your House foi uma série de eventos mensais de pay-per-view (PPV) de wrestling profissional, produzida pela primeira vez pela World Wrestling Federation (WWF, atualmente WWE) em maio de 1995. Esses eventos iam ao ar nos meses em que a empresa não realizava um dos seus cinco principais PPVs da época (WrestleMania, King of the Ring, SummerSlam, Survivor Series e Royal Rumble) — e, por isso, eram vendidos por um preço mais acessível. In Your House 14: Revenge of the 'Taker aconteceu em 20 de abril de 1997, no Rochester Community War Memorial em Rochester, Nova Iorque. O nome do evento foi baseado na rivalidade entre The Undertaker e Mankind.

### Rivalidades

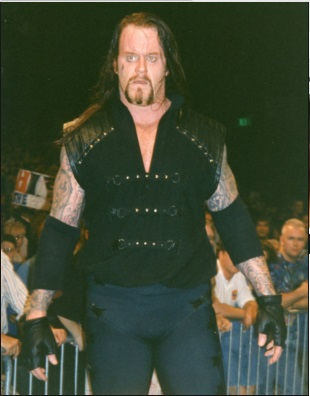
The Undertaker defendeu o WWF Championship contra Mankind no In Your House 14

O In Your House 14: Revenge of the 'Taker consistiu em lutas de wrestling profissional envolvendo lutadores que faziam parte de rivalidades e histórias previamente estabelecidas, desenvolvidas no Monday Night Raw — principal programa televisivo da WWF. Os lutadores assumiam os papéis de heróis ou vilões enquanto seguiam uma sequência de acontecimentos que aumentavam a tensão, culminando em uma luta ou série de lutas no evento.
A principal rivalidade antes do In Your House 14 era entre Stone Cold Steve Austin e Bret Hart. A rivalidade começou em 1996, após Austin vencer o torneio King of the Ring daquele ano e começar a provocar Hart, que estava inativo na época. Austin insultava Hart em suas promos para que ele aceitasse seu desafio. Hart retornou em outubro e aceitou o desafio, com os dois se enfrentando no Survivor Series, onde Hart derrotou Austin. A rivalidade continuou quando Hart e Austin foram os dois últimos participantes do Royal Rumble de 1997. Hart havia eliminado Austin da luta, mas a eliminação não foi considerada oficial, pois os árbitros estavam distraídos com uma briga entre Mankind e Terry Funk. Ambos participaram da luta de eliminação pelo WWF Championship que estava vago no In Your House 13: Final Four, que Hart venceu. Na noite seguinte no Raw, Austin custou o título a Hart em uma luta contra Sycho Sid, ao acertá-lo com uma cadeira de aço enquanto Hart aplicava o Sharpshooter, permitindo que Sid aplicasse o powerbomb e vencesse. Hart e Austin foram então agendados para um combate de submissão sem desqualificação na WrestleMania 13, mas Hart recebeu uma chance de disputar o WWF Championship em uma luta steel cage no Raw Is War de 17 de março, onde o vencedor defenderia o título contra The Undertaker na WrestleMania 13. Hart estava prestes a vencer até que Undertaker interferiu e ajudou Sid a conquistar a vitória. Na WrestleMania 13, Hart enfrentou Austin em uma luta de submissão sem desqualificação, onde aplicou o Sharpshooter em Austin no final da luta. Austin sangrava muito e desmaiou. Hart venceu, mas não soltou a submissão. Isso resultou em uma dupla virada: Hart se tornou heel e Austin virou face. Hart foi então escalado para enfrentar Sid no In Your House, mas durante o episódio de 7 de abril do Raw Is War, Sid não apareceu e Austin se ofereceu para enfrentar o oponente agendado de Sid, Mankind, com a condição de que enfrentasse Hart no In Your House. Hart então reformou a Hart Foundation recrutando Owen Hart e The British Bulldog. Brian Pillman se juntou em 21 de abril e Jim Neidhart em 28 de abril. Toda a facção passou a rivalizar com Austin.
A outra rivalidade em destaque no evento, que inspirou o nome do show, era entre The Undertaker e Mankind. No episódio de 1 de abril de 1996 do Monday Night Raw, Undertaker enfrentou Justin Bradshaw no evento principal, onde Mankind interferiu e atacou Undertaker, desqualificando Bradshaw no processo. No King of the Ring, Mankind derrotou Undertaker em seu primeiro confronto. Mankind criou a estipulação Boiler Room Brawl, e a primeira luta desse tipo aconteceu no SummerSlam, onde Mankind venceu após Paul Bearer trair Undertaker. Undertaker criou a estipulação Buried Alive e a primeira luta com essa regra ocorreu no In Your House 11: Buried Alive, que Undertaker venceu. Eles se enfrentaram novamente em uma luta comum no Survivor Series, onde Undertaker saiu vitorioso. No episódio de 31 de março do Raw is War, Bearer pediu perdão a Undertaker e queria voltar a ser seu empresário, mas o Deadman recusou. Mankind apareceu e atacou o campeão, até que o ex-campeão Sid surgiu para salvá-lo. Isso levou a uma luta entre Undertaker e Mankind no In Your House 14.

## Evento

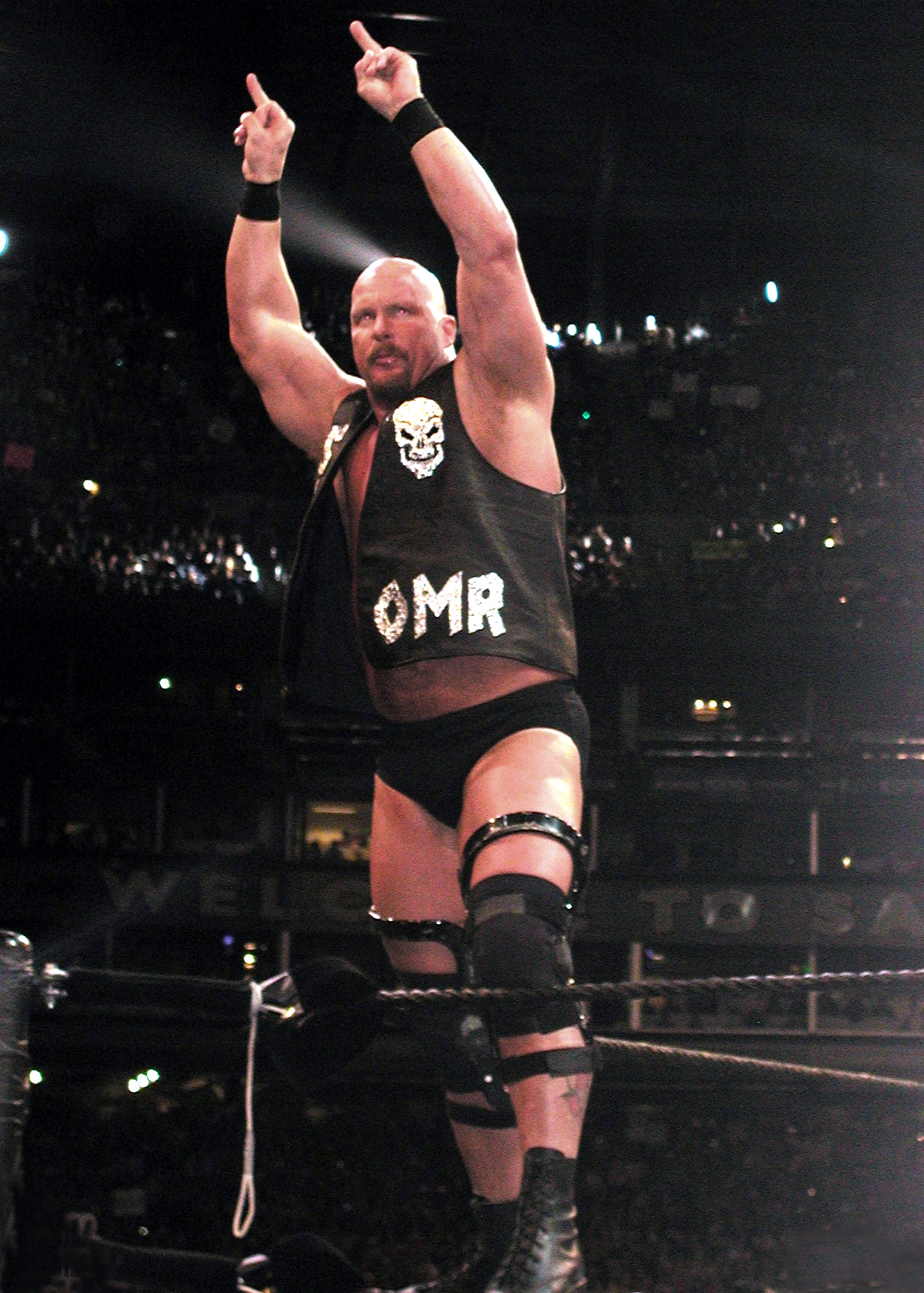
Stone Cold Steve Austin, derrotou Bret Hart no In Your House 14

Antes do evento ir ao ar como pay-per-view, The Sultan derrotou Flash Funk no Free for All.
O pay-per-view começou com Owen Hart e British Bulldog defendendo o WWF Tag Team Championship contra a Legion of Doom (Hawk e Animal). A LOD parecia ter vencido a luta ao aplicar um powerslam da segunda corda em Bulldog e fazer o pin, mas a luta continuou porque Owen era o homem legal no ringue. No final, Bret Hart atacou o árbitro, fazendo com que Owen e Bulldog fossem desqualificados. Como títulos não podem mudar de mãos por desqualificação, Owen e Bulldog retiveram o título.
Em seguida, Rocky Maivia defendeu o WWF Intercontinental Championship contra Savio Vega, que estava acompanhado por sua facção, a Nation of Domination (NOD). Durante a luta, o membro da NOD, Crush, interferiu e acertou Maivia com um Heart Punch fora do ringue. Maivia foi contado até dez e perdeu a luta por countout, mas permaneceu campeão, já que o título não muda de mãos dessa forma. Após a luta, toda a NOD atacou Maivia até Ahmed Johnson aparecer com uma tábua de madeira e limpar o ringue.
Na terceira luta, "Double J" Jesse James derrotou Rockabilly com um small package.
Depois, The Undertaker defendeu o WWF Championship contra seu rival Mankind. Undertaker acertou Mankind com um Tombstone Piledriver e o derrotou por pinfall para reter seu título. Ele então perseguiu o empresário de Mankind, Paul Bearer, e atacou os dois, finalizando ao lançar uma bola de fogo no rosto de Bearer.
No evento principal, Stone Cold Steve Austin enfrentou Bret Hart. Durante a luta, British Bulldog interferiu e acertou Austin com uma cadeira de aço. Austin venceu por desqualificação, mas Bret, Owen e Bulldog continuaram atacando-o. Bret tentou acertar Austin com o sino do ringue, mas Austin bloqueou o ataque e usou o sino contra Hart. Em seguida, Austin acertou Bret com uma cadeira, mirando no joelho, e aplicou o Sharpshooter até os oficiais o afastarem. Bret, Owen e Bulldog recuaram enquanto Austin comemorava sua vitória.

## Após o evento
Stone Cold Steve Austin continuou sua rivalidade com a Hart Foundation. No episódio do Raw de 26 de maio de 1997, Austin e Shawn Michaels derrotaram Owen Hart e The British Bulldog pelo WWF Tag Team Championship. No entanto, Michaels se lesionou e eles tiveram que desocupar os títulos no episódio de Raw de 14 de julho. A rivalidade chegou ao fim no In Your House 16: Canadian Stampede, quando um time capitaneado por Austin perdeu uma luta de quintetos contra a Hart Foundation.

## Resultados
| Nº                                          | Resultados                                                                                             | Estipulações                                                        | Tempo |
| ------------------------------------------- | --- | ------------------------------------------------------------------- | ----- |
| Free For All                                | The Sultan (com The Iron Sheik) derrotou Flash Funk                                                    | Luta individual                                                     | 2:55  |
| 1                                           | The Legion of Doom (Hawk e Animal) derrotaram Owen Hart e The British Bulldog (c) por desclassificação | Luta de duplas pelo WWF Tag Team Championship                       | 12:16 |
| 2                                           | Savio Vega (com Nation of Domination) derrotou Rocky Maivia (c) por countout                           | Luta individual pelo WWF Intercontinental Championship              | 8:33  |
| 3                                           | Jesse James derrotou Rockabilly (com The Honky Tonk Man)                                               | Luta individual                                                     | 6:46  |
| 4                                           | The Undertaker (c) derrotou Mankind (com Paul Bearer)                                                  | Luta individual pelo WWF Championship                               | 17:26 |
| 5                                           | Stone Cold Steve Austin derrotou Bret Hart por desclassificação                                        | Luta individual para determinar o desafiante #1 ao WWF Championship | 21:09 |
| Dark                                        | Hunter Hearst Helmsley derrotou Goldust                                                                | Luta individual                                                     | 20:43 |
| Dark                                        | Doug Furnas e Phil LaFon derrotaram The Godwinns (Henry O. Godwinn e Phineas I. Godwinn)               | Luta de duplas                                                      | 12:30 |
| (c) – Refere-se aos campeões antes da luta. | |                                                                     |       |